# Elsie Wagstaff
Elsie Wagstaff (Londres, Inglaterra, 1 de julho de 1899 – Londres, Inglaterra, julho de 1985) foi uma atriz britânica.

## Filmografia selecionada
- Cotton Queen (1937)
- John Halifax (1938) - Jael
- Lassie from Lancashire (1938)
- Trouble Brewing (1939)) - Mrs. Hopkins
- Crimes at the Dark House (1940) - Mrs. Catherick
- Welcome, Mr. Washington (1944) - Miss Jones
- Meet Sexton Blake (1945) - Mrs. Baird
- Old Mother Riley at Home (1945) - Mrs. Ginochie
- Appointment with Crime (1946) - Mrs. Wilkins
- The Interrupted Journey (1949)
- Eight O'Clock Walk (1954)
- The End of the Affair (1955)
- You Pay Your Money (1957) - Ada Seymour
- Barnacle Bill (1957)
- Saturday Night and Sunday Morning (1960)
- Whistle Down the Wind (1961)